# Tikan
Tikan est une localité située dans le département de Tchériba de la province du Mouhoun dans la région de la Boucle du Mouhoun au Burkina Faso.

## Géographie
La commune est traversée par la route nationale 14.

## Démographie
| 2003  | 2006  | 2012 |
| ----- | ----- | ---- |
| 2 880 | 3 469 | -    |

En 2006, sur les 3 469 habitants du village – regroupés en 663 ménages – 49,75 % étaient des femmes, 45,7 % % avaient moins de 14 ans, 49,9 % entre 15 et 64 ans et environ 4,3 % plus de 65 ans.

## Santé et éducation
Tikan accueille un centre de santé et de promotion sociale (CSPS) tandis que le centre hospitalier régional (CHR) se trouve à Dédougou.